# اچ‌ام‌اس پولادس (۱۸۸۴)
اچ‌ام‌اس پولادس (۱۸۸۴) (به انگلیسی: HMS Pylades (1884)) یک کشتی بود که طول آن ۲۰۰ فوت (۶۱ متر) بود. این کشتی در سال ۱۸۸۴ ساخته شد.